# Nghị quyết 2623 của Hội đồng Bảo an Liên Hợp Quốc
Nghị quyết 2623 của Hội đồng Bảo an Liên Hợp Quốc kêu gọi phiên họp đặc biệt khẩn cấp lần thứ 11 của Đại hội đồng Liên hợp quốc về chủ đề Nga xâm lược Ukraina 2022. Albaniavà Hoa Kỳ đã đưa ra nghị quyết trước Hội đồng Bảo an Liên Hợp Quốc, được thông qua vào ngày 27 tháng 2 năm 2022. Nga đã bỏ phiếu chống trong khi Trung Quốc, Ấn Độ và Các Tiểu vương quốc Ả Rập Thống nhất bỏ phiếu trắng. Vì đây là một giải pháp mang tính thủ tục nên không thành viên thường trực nào có thể thực hiện quyền phủ quyết của họ.

## Cơ sở
Nghị quyết 377 của Đại hội đồng Liên Hợp Quốc, nghị quyết "Thống nhất vì Hòa bình", được thông qua ngày 3 tháng 11 năm 1950, tuyên bố rằng trong bất kỳ trường hợp nào mà Hội đồng Bảo an, vì thiếu nhất trí giữa năm thành viên thường trực (P5), không hành động theo yêu cầu để duy trì hòa bình và an ninh quốc tế, Đại hội đồng sẽ xem xét vấn đề ngay lập tức và có thể đưa ra các khuyến nghị thích hợp cho các thành viên Liên hợp quốc về các biện pháp tập thể, bao gồm cả việc sử dụng vũ trang khi cần thiết, để duy trì hoặc khôi phục hòa bình và an ninh quốc tế.
Nghị quyết 2623 là lần thứ 13 nghị quyết Thống nhất vì Hòa bình được đưa ra để gọi một phiên họp khẩn cấp của Đại hội đồng, bao gồm cả lần thứ 8 do Hội đồng Bảo an viện dẫn.

## Biểu quyết
Việc biểu quyết diễn ra ở cả Đại hội đồng và trong Hội đồng Bảo an.

### Hội Đồng Bảo An
Có 15 thành viên biểu quyết có mặt cho cuộc họp của Hội đồng Bảo an diễn ra vào ngày 27 tháng 2 năm 2022. Mười một thành viên tán thành, chỉ một thành viên phản đối và ba thành viên bỏ phiếu trắng..
| Phiếu thuận (11)                                                                                 | Phiếu trắng (3)                                             | Phiếu chống (1) |
| ------------------------------------------------------------------------------------------------ | ----------------------------------------------------------- | --------------- |
| - Albania - Brasil - Pháp - Gabon - Ghana - Ireland - Kenya - México - Na Uy - Anh Quốc - Hoa Kỳ | - Trung Quốc - Ấn Độ - Các Tiểu vương quốc Ả Rập Thống nhất | - Nga           |

Các thành viên thường trực của Hội đồng Bảo an được in đậm.
Do đó, phiên họp đặc biệt khẩn cấp đã được kêu gọi và họp vào ngày 28 tháng 2 năm 2022.